# Cyclone Dina
Le cyclone Dina est un cyclone tropical qui, en janvier 2002, a frappé les îles de l'archipel des Mascareignes, dans le sud-ouest de l'océan Indien. Cyclone de catégorie 4, il a fait de nombreux dégâts, notamment dans le Nord de l'île de la Réunion avec des rafales estimées à 280 km/h au Colorado (sur les hauteurs de Saint-Denis).

## Évolution météorologique
Le 15 janvier, une perturbation tropicale a commencé à s'organiser près de l'archipel des Chagos dans la zone de convergence de mousson du sud de l'océan Indien. Les orages se sont organisés progressivement et une zone dépressionnaire distincte s'est développée le 16 janvier, à environ 750 km à l'est de Diego Garcia. Le système s'est déplacé vers le sud-ouest et, malgré un cisaillement des vents en altitude, s'est organisé,.
À 0 h UTC le 17 janvier, le centre météorologique régional spécialisé cyclones de La Réunion (CMRS) de Météo-France a rehaussé le système en dépression tropicale, puis en tempête tropicale nommée Dina. Cette dernière s'est rapidement intensifiée selon l'analyse de l'imagerie satellitaire de la technique de Dvorak et un œil a commencé à se développer tard le même jour. À 12 h UTC le 18 janvier, le CMRS a transformé Dina en cyclone tropical équivalent à un ouragan de catégorie 1 sur l'échelle de Saffir-Simpson, seulement 36 heures après avoir été classé perturbation tropicale. Le petit œil de Dina, de seulement 20 km est rapidement devenu bien défini bien qu'obscurci par une couverture nuageuse centrale dense.
Le 19 janvier, le cyclone a ralenti en tournant vers l'ouest-sud-ouest. L'intensification a brièvement ralenti, avant de reprendre en soirée, devenant un cyclone tropical intense tôt le lendemain. Dina a atteint son intensité maximale le 20 janvier. Selon les estimations par satellite, le Joint Typhoon Warning Center (JTWC) a estimé que les vents soutenus maximaux sur une minute était environ de 240 km/h, soit la catégorie 4 de l'échelle de Saffir-Simpson, alors que le système était à environ 205 km au nord-nord-est de l'île de Rodrigues. À peu près au même moment, le CMRS a estimé les vents maximaux sur dix minutes à 215 km/h. À son apogée, Dina avait une structure très symétrique et on estime que les rafales ont atteint 300 km/h.
Dina a ralenti son mouvement et s'est déplacée davantage vers l'ouest. L'île de Rodrigues a été contournée par le cyclone, passant à environ 150 km au nord. Après ce passage, le cyclone a subi un cycle de remplacement du mur de l'œil, entrainant un léger affaiblissement, tout en se dirigeant vers l'île Maurice et la Réunion. Tard le 21 janvier, Dina est passée à environ 65 km au nord du cap Malheureux à Maurice, avec des vents soutenus sur 10 minutes estimés à 185 km/h mais les vents les plus forts sont restés au large.
L'œil du cyclone est devenu asymétrique avec un diamètre de 85 km et tard le lendemain, Dina est passée à environ 65 km au large de la côte nord de la Réunion et a accéléré vers l'ouest, épargnant l'île des vents les plus forts. À ce moment, le système avait des rafales maximales estimées à 260 km/h et une pression centrale voisine de 930 hPa. Ce changement brusque de tracé s'est produit lorsque le cyclone a interagi avec le relief élevé de la Réunion. De plus, le radar météorologique a montré que les valeurs de réflectivité les plus élevées se situaient entre 40 et 60 km du centre. Contournant ainsi l’île par le nord-ouest très lentement, il reste plus de 19 heures à moins de 150 km des côtes dont près de 10 heures à moins de 100 km.
Le 23 janvier, Dina s'est affaiblie en dessous du statut de cyclone tropical intense tandis qu'elle a accélérée vers le sud-ouest. L'augmentation du cisaillement des vents en altitude, due à l'approche d'un creux barométrique, a contribué à l'affaiblissement et tard le 23 janvier, l'œil s'est dissipé. Le lendemain, Dina s'est affaiblie en tempête tropicale. Environ 24 heures plus tard, le CMRS a classé le système comme cyclone extratropical accélérant vers le sud-est. Il a été  absorbé par un creux polaire le 28 janvier,.

## Conséquences

### La Réunion

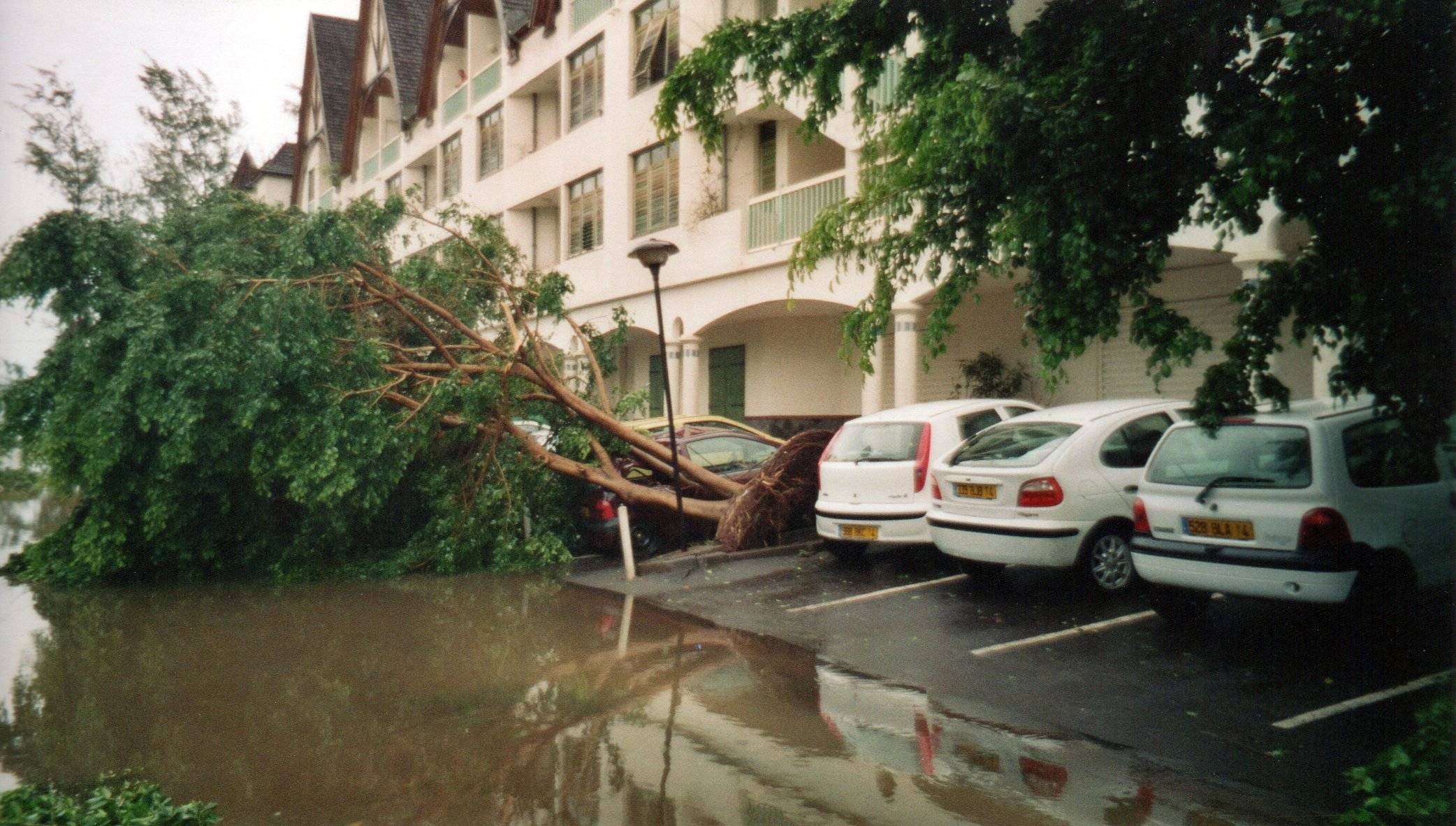
Dommages à Saint-Leu.

Les vents violents ont duré longtemps avec des vitesses supérieures à 150 km/h pendant 5 à 15 heures suivant les endroits, dont 15 heures à la plaine des Cafres à 1 450 m d’altitude. Les rafales ont atteint les 187 km/h à l'aéroport de Gillot et à Saint-Louis et localement les 220 km/h à la Plaine des Cafres et des rafales supérieures à 250 km/h au Piton Maïdo (un record absolu pour l’île). Les accumulations de précipitations ont été exceptionnelles dans l’ouest et le sud-ouest du département où il tombé souvent entre 300 et 600 mm sur le littoral, tandis que dans les montagnes on a atteint de 900 à 1 500 mm, le maximum étant mesuré à la plaine des Chicots avec 2 036 mm en 3 jours. La pluie a causé des crues et des inondations dans l’Ouest et le Sud-Ouest se classant 2e rang des plus élevés, derrière celles produites par le Firinga. La houle cyclonique a déferlé le long des côtes et les vagues du côté nord ont été estimées d'une hauteur maximale de 14 à 15 mètres le 22 janvier.
Les réseaux routier, électrique et téléphonique, ainsi que la distribution d'eau ont été affectés. Les communications ont cessé avec l'effondrement du pylône émetteur principal de la télévision publique RFO. Environ 2 500 personnes ont dû se réfugier dans les centres d’hébergement alors que 260 000 abonnés ont perdu le courant électrique et 35 000 le téléphone.
Le radar météorologique Doppler de Météo-France, au sommet du parc du Colorado, a été lourdement endommagé par les vents et a dû être reconstruit, l'antenne et le radôme ayant été soufflés,. Plusieurs stations météorologiques du réseau sur l'île ont été fortement endommagées et de nombreux pluviomètres ont été arrachés de leur support.
Les vents ont couché de nombreux arbres en forêt, dont 1 un arbre sur 4 de la tamarinaie de Bélouve et presque tous dans la plaine des Tamarins. Environ 1 000 ha de plantations de cryptomerias ont été touchés. La qualité des eaux douces a été fortement perturbée pendant quelques mois à cause des crues et des glissements de terrain qui ont causé des ravines. Les lagons ont moins souffert, malgré des dégâts importants aux plages, que lors du passage de Firinga mais des éclosions d'algues dus à l'apport de matières organiques venant des rivières en crue ont fait craindre pour la santé des fonds coralliens. Le cyclone a causé un surplus de production de déchets, la moitié de la production annuelle, qui ont dû être emmagasinés provisoirement à proximité des agglomérations. 
Au moins 70 % des exploitations avicoles ont été touchées par la perte d’animaux et des dégâts importants aux bâtiments. Ce sont 90 % des fermes maraîchères qui ont perdu la récolte alors que dans l’horticulture ce n'est que 50 à 100 %. Les pertes de fruits vont de 15 à 100% et la canne à sucre, de 15 ou 20 % pour la récolte de janvier. Juste après le passage de Dina, le préfet de la Réunion a estimé que plusieurs milliers d’habitations ont été endommagées. Plus tard, le nombre a été évalué à 1 800 logements privés, dont 850 pour des constructions précaires ou insalubres, 5 000 à 7 000 de logements sociaux et communaux (surtout à Saint-Denis).
Le cyclone Dina n'a pas fait de morts directs, seulement deux blessés graves, mais il y a eu 5 à 6 décès indirects dont 2 jeunes qui ont été emportés alors qu'ils traversaient un amas de boue barrant encore une rivière près d’un mois plus tard.

### Maurice
Moins d'un jour avant l'arrivée du cyclone Dina à Maurice, les autorités du pays ont fermé les écoles, les bureaux gouvernementaux, les entreprises et les ports. L'état d'alerte a été décrété pour l'ensemble du pays, ce qui signifie que les personnes les plus exposées devaient chercher refuge. Tous les vols à destination et en provenance du pays ont été annulés « jusqu'à nouvel ordre ». Dans toute l'île, 259 personnes ont cherché refuge dans des refuges. Selon la NASA, il y avait un potentiel d'onde de tempête de 12,2 m au passage du cyclone.
La première île touchée par la tempête fut Rodrigues où les rafales ont atteint 122 km/h. Les précipitations ont été plutôt faible atteignant seulement 94 mm à Roche Bon Dieu. Le cyclone a tué cinq pêcheurs au large de Rodrigues. Sur l'île Maurice, les rafales ont atteint 230 km/h au Morne Brabant. Une station proche de la capitale Port Louis a signalé une rafale de 206 km/h et des pluies torrentielles ont affecté une grande partie de l'île avec un maximum de 745,2 mm tombant à Pierrefonds. C'était plus que les précipitations mensuelles moyennes et la plupart des précipitations sont tombées en 24 heures environ. Une pression barométrique de 935,9 hPa a été enregistrée à Vacoas-Phœnix. Les inondations et les coulées de boue ont considérablement perturbé le système public d'approvisionnement en eau, la plupart des gens perdant l'eau courante.
L'électricité et les communications à Rodrigues et sur l'île Maurice ont été paralysées par la tempête, la totalité pour la première et 90 % pour la seconde ayant perdu de l'électricité. Pendant une dizaine d’heures, le pays a été coupé du monde extérieur, toutes les communications étant interrompues. Environ 50 000 des 280 000 lignes de télécommunications du pays ont été gravement endommagées, entraînant des coupures de courant prolongées. Les équipes de réparation ont estimé qu'il faudrait attendre le 27 janvier, près d'une semaine après le passage de la tempête, pour que le courant soit entièrement rétabli. Des zones étendues ont également perdu l'eau courante à Maurice. Les écoles de la région ont subi des dégâts importants et, par mesure de précaution, tous les cours ont été annulés jusqu'au 29 janvier. L'agriculture a subi des pertes considérables à la suite de la tempête : environ 15 tonnes de farine et 20 tonnes de riz ont été endommagées et les estimations préliminaires des pertes de canne à sucre sur l'île ont atteint 47 millions de dollars,. Les dommages matériels causés par la tempête se sont élevés à 50 millions de dollars américains et il y a eu quatre morts sur l'île Maurice : trois causés par des accidents de la route et l'autre était un homme décédé alors qu'il se préparait à une tempête.
À la suite de la tempête, une force mobile spéciale a été dépêchée par les autorités pour participer aux opérations de secours. Des centres de distribution de la Croix-Rouge ont été installés à Maurice et ont servi de la nourriture ainsi que des vêtements à plus de 500 personnes le 25 janvier. Malgré la gravité des dégâts, les responsables gouvernementaux ont refusé de faire appel à l'aide internationale.
Bien qu'aucune demande d'aide n'ait été faite, le gouvernement norvégien a fourni des fonds d'une valeur de 10 000 $US à la nation. En raison des effets du cyclone Dina et de plusieurs autres facteurs météorologiques, l'économie mauricienne a souffert de manière significative en 2002 dans son ensemble. La croissance annuelle est tombée à environ 1,9 %, contre environ 5 % en 2001. L'industrie de la canne à sucre a beaucoup souffert de la tempête, connaissant une baisse de 19,3 %